# Jean-Baptiste Arnaud-Durbec
Pour les articles homonymes, voir Jean-Baptiste Arnaud, Arnaud et Durbec.

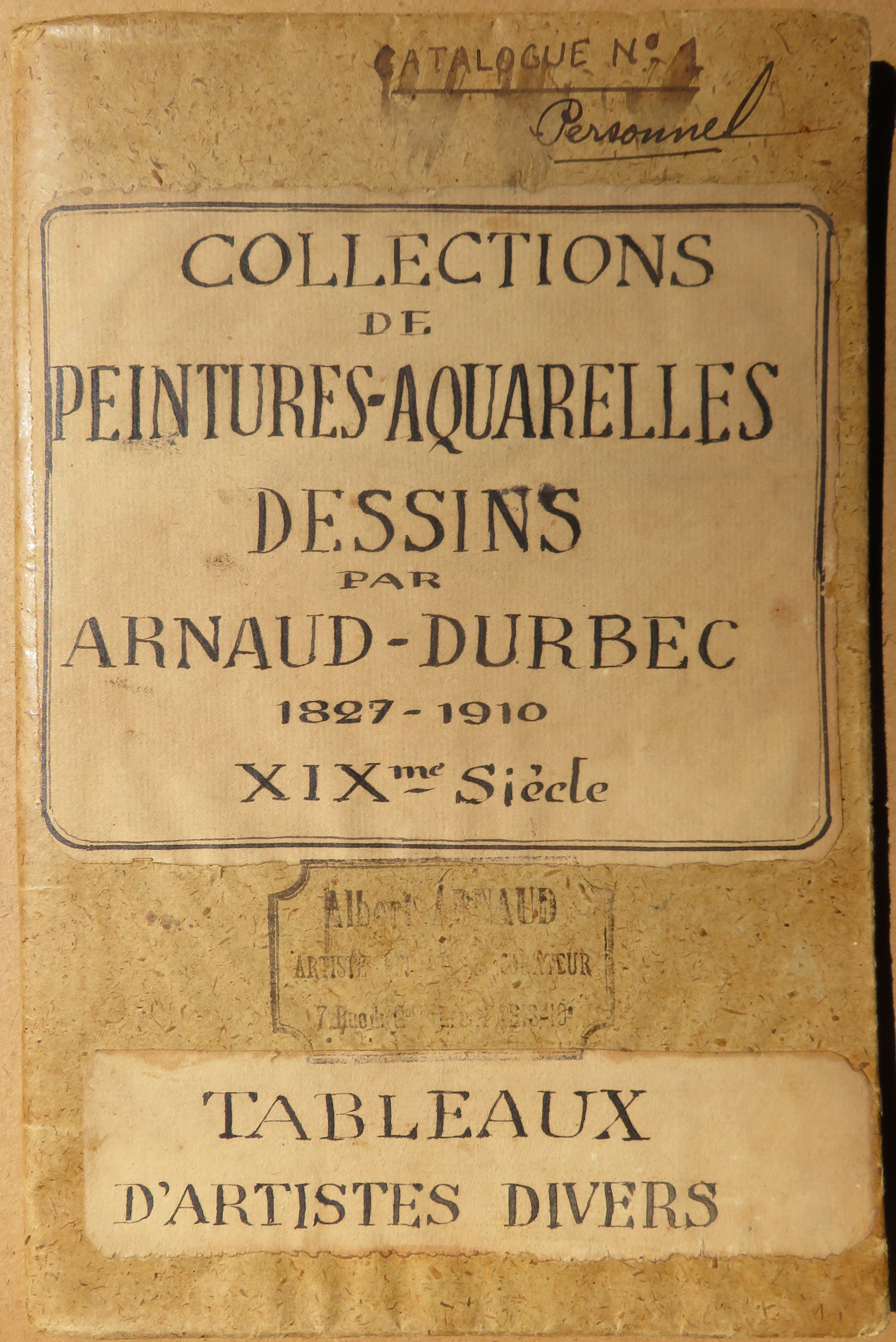
Catalogue Manuscrit des Œuvres de Arnaud-Durbec réalisé par Albert Arnaud

Jean-Baptiste François Arnaud-Durbec né à Marseille le 30 juillet 1827 dans le quartier du Vieux-Port et mort à Paris le 2 février 1910 est un peintre français. En sus de ses nombreuses peintures de chevalet, il est connu pour ses grands décors monumentaux.

## Biographie
Il est issu d’une famille de facteurs d’instruments de musique, « Les Sieurs Arnaud père et fils », son père fut maître tourneur et compositeur. Son entourage familial est composé d’artistes marseillais ; un peintre et un sculpteur furent d’ailleurs désignés comme témoins lors de la déclaration de naissance de Jean-Baptiste François Arnaud.
Né Jean-Baptiste François Arnaud, il prend rapidement le pseudonyme d'Arnaud-Durbec en adjoignant le nom de sa mère à celui de son père.

## Œuvres
- Marseille :

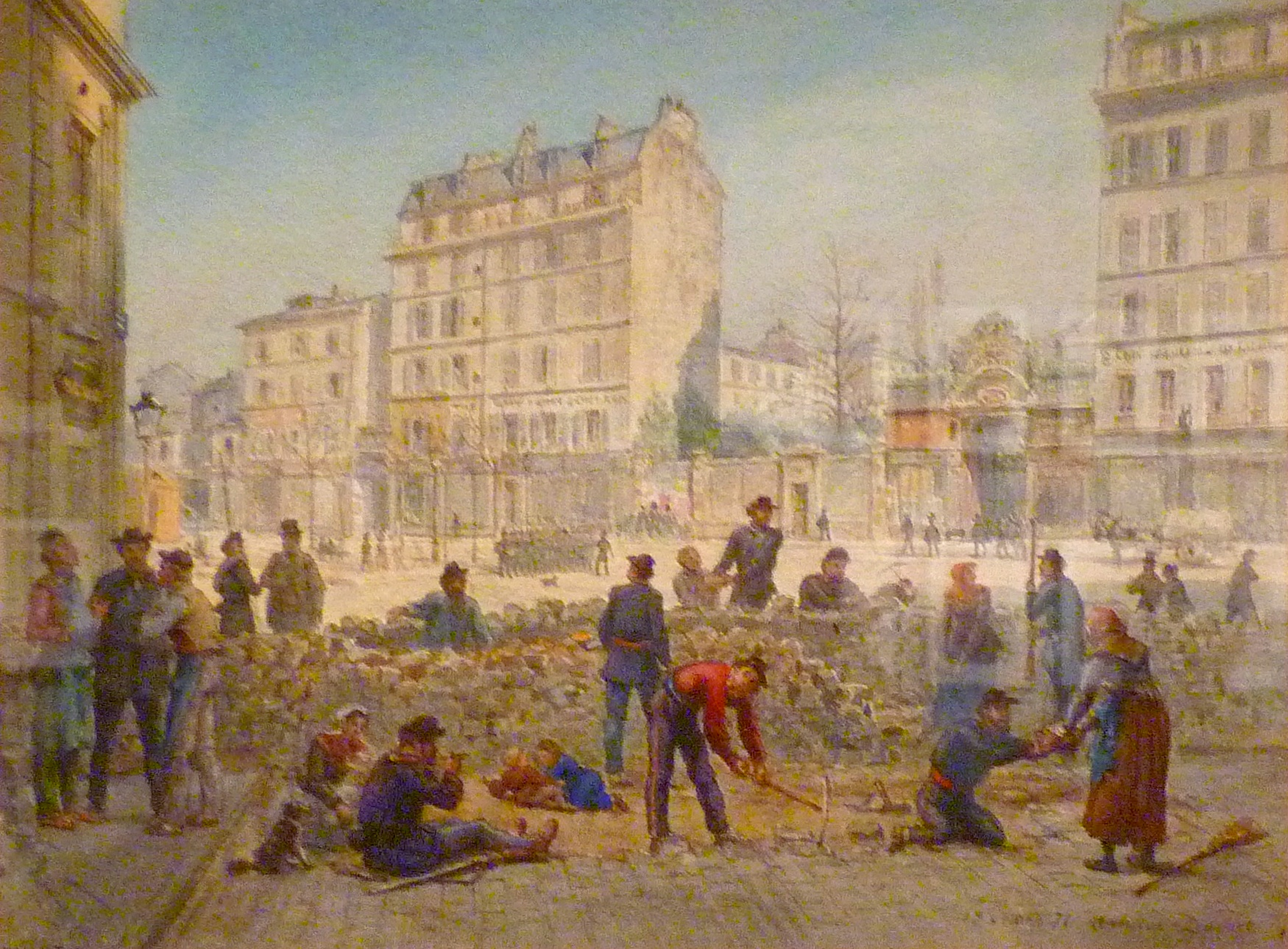
Construction d'une barricade place Blanche le 19 mars 1871, Paris, musée Carnavalet.

  - corniche Président John Fitzgerald Kennedy, château Berger : décoration de plafond.
  - église de La Trinité-La Palud, dans le chœur : La Trinité, d'après le tableau d'Augustin Aubert peint en 1822 et détruit dans incendie[3].
  - église Saint-Pierre-ès-Liens de l'Estaque :
    - Saint Pierre délivré par l'ange ;
    - Saint Jean écrivant l'Apocalypse ;
    - La Vocation de saint Mathieu ;
    - Saint Antoine ;
    - Le Débarquement de saint Lazare.

  - musée des Beaux-Arts : Portrait de l'artiste[4].
  - Musée d'histoire de Marseille (fonds de l'ancien musée du Vieux Marseille) : La belle de Mai, 1859[5]. Ce tableau met en scène une vieille coutume : le jour du 1er mai, des fillettes se réunissaient et élisaient parmi elles une reine qu'elles couronnaient de fleurs blanches. Les fillettes allaient ensuite quêter bonbons et friandises. Cette tradition est restée très vivace à Marseille jusqu'au XIXe siècle et a donné son nom à un de ses quartiers : la Belle de Mai. Le tableau représente la belle de Mai couronnée de fleurs et voilée de blanc, tenant dans chaque main un petit bouquet de fleurs ; elle est accompagnée de trois jeunes femmes symbolisant les parques : deux d'entre elles sont représentées sous les traits d'Hélène sœur du peintre et d'Éléonore Nora son épouse ; le troisième personnage n'est pas identifié[6].
- Montpellier, Opéra Comédie : plafond.
- Paris, musée Carnavalet : 
  - Construction d'une barricade place Blanche le 19 mars 1871, aquarelle[7].
  - Le Quai d'Auteuil au point du jour, aquarelle[8]

### liens externes
- Ressources relatives aux beaux-arts :   - Artists of the World Online
  - Bénézit
  - Musée d'Orsay
  - Union List of Artist Names
- Notices d'autorité :   - VIAF
  - ISNI
  - BnF (données)
  - GND